# Yurameki

«ゆらめき» («Yurameki») es un sencillo de Dir en Grey que fue lanzado el día 30 de enero del año 1999, junto a sus otros sencillos «-ZAN-» y «Akuro no oka». El video musical de esta canción apareció en un álbum de vídeos llamado GAUZE -62045-.
«Yurameki» fue un sencillo del álbum debut de Dir en Grey, llamado Gauze del mismo año. En el sencillo «-ZAN-» apareció un remix de esta canción.

## Lista de temas
| N.º | Título                                                | Duración |  |
| 1.  | «ゆらめき» (Yurameki)                                 | 5:09     |  |
| 2.  | «アクロの丘 "K.N.Y. Mix"» (Akuro no oka "K.N.Y. Mix") | 5:51     |  |

## Miembros
- Dir en Grey: producción

- Kyo: Vocalista, escritor
- Kaoru: Guitarra
- Die: Guitarra
- Toshiya: Bajo
- Shinya: Batería
- Yoshiki Hayashi: producción

- Joe Chicarelli: mezclador de audio
- Steven Marcussen: masterizado
- Gary Adante, Rob Arbittier y Eddie DeLena: remix de la pista 2

- Datos: Q8061451